# فلوريتا بونزير
فلوريتا أفريل بونزير (بالإنجليزية: Floretta Avril Boonzaier)‏، (مواليد 1974) عالمة نفس جنوب أفريقية وأستاذة علم النفس في جامعة كيب تاون. وقد اشتهرت بعملها في علم النفس النسوي والنقدي وما بعد الاستعماري، والذاتية فيما يتعلق بالعرق، والجنس والحياة الجنسية، والعنف القائم على نوع الجنس، وعلم النفس النوعي، وخاصة الأساليب السردية والخطابية والمشاركة. وهي ترأس مركز علم النفس النسائي الاستعماري في أفريقيا مع شوس كيسي.